# シュート (球種)
シュート（英：shoot（英語圏では使用されなくなった古い用語）: shoot, shootball）とは、野球における球種（変化球）の1つで、比較的速い球速で投手の利き腕方向に曲がる。

## 概要
シュートはバックスピンとサイドスピン（利き腕方向）の間の回転軸を持ち、サイドスピン側に傾いていれば曲がりながら沈むシュートとなり、城之内邦雄などの投げたシュートがこれにあたる。バックスピン側に傾いていれば縦方向にはほとんど変化せず横に曲がるが、この中で、直球に劣らぬ球速があり、なおかつ打者の手元で鋭く伸びる（ホップ気味に曲がる）ものが存在し、シュートの中でも特に威力あるものとされる。このタイプのシュートを投げることが出来た投手に、平松政次、長谷川良平、安仁屋宗八などがいる。　
リリース直後の球筋は直球に近く、右投手の場合は右打者に対し近づくように変化し、投手によっては直球より速くなることがある（美馬学、山本由伸など）。そのため打者が直球と思ってスイングするとバットの芯から外れて根元に当たることになり、詰まらせて内野ゴロに打たせて取ったり、ファウルボールを打たせてストライクを稼ぐのに有効な球種となる。
また、打者が胸元に向かってくる内角のシュートに対応しようと体を開いてスイングするなどした場合は外角のボールに対してスイングが崩れやすくなる。そのため、平松や工藤公康、野村克也はシュートを意識させた上で直球やシュートと逆方向に変化するスライダーなどを外角に投じる事でストライクゾーンの左右を広く使う事ができ、容易に打者を打ち取ることが出来ると指摘しており、工藤は「シュートを投げられているという感覚だけでバッターは意外と詰まったりするんですよ。だからあまり曲がらなくてもシュートを投げるんです」と語っている。シュートがクローズアップされることが多い小野晋吾も「シュートは見せ球で、自分はスライダーピッチャーだ」と語っている。
今浪隆博は、左打者対左投手戦では通常ほぼ外角のスライダーが決め球になるのが相場なので、それを待っている打者に対して内角のシュートを多用できる投手であることを超一流の左投手の条件の1つとして解説している。
他に左打者の外角へ逃げるボールとして凡打、空振りを狙う、さらに応用として、右投手対右打者の場合には外角のボールゾーンからストライクゾーンに入る「バックドア」、対左打者の場合には内角ボールゾーンからストライクゾーンに入る「フロントドア」という攻め方が浸透しつつある。

### 語源
The Dickson Baseball Dictionary第三版では「shoot」は以下のように説明されている。
また二十世紀初頭の日本において内角に曲がる球は「イン・シュート」と呼ばれることがあった。

### 日米での違い
日本ではシュートを持ち球とする投手も多いが、メジャーリーグベースボール（以下MLB）では上記のように「シュート」の呼称は近年では使われず、同種の変化をする球種としてツーシームおよびシンカーを使用する投手が多い。シュートを投げても基本的にツーシーム若しくはシンカー、あるいはスクリューボールと表現され、吉井理人もメジャー時代に投げていた「ツーシーム」はシュートを名前を変えて呼んでいただけと述べている。
しかし、1992年公開のアメリカ映画『ミスター・ベースボール』の作中でニューヨーク・ヤンキースから中日ドラゴンズへ移籍したトム・セレック扮する強打者ジャック・エリオットが日本投手のシュートによって打ち取られるシーンがあり、その影響から稀に日本語発音をそのまま英語表記したshuuto（shootballとも）という名称が使われることもある。
また、近年はダルビッシュ有の奪三振率の高さから、アメリカの野球評論家Jason Parksなどのようにツーシームとは少し違うとする意見もあり、shuutoに対する関心が増えている。

## 投げ方

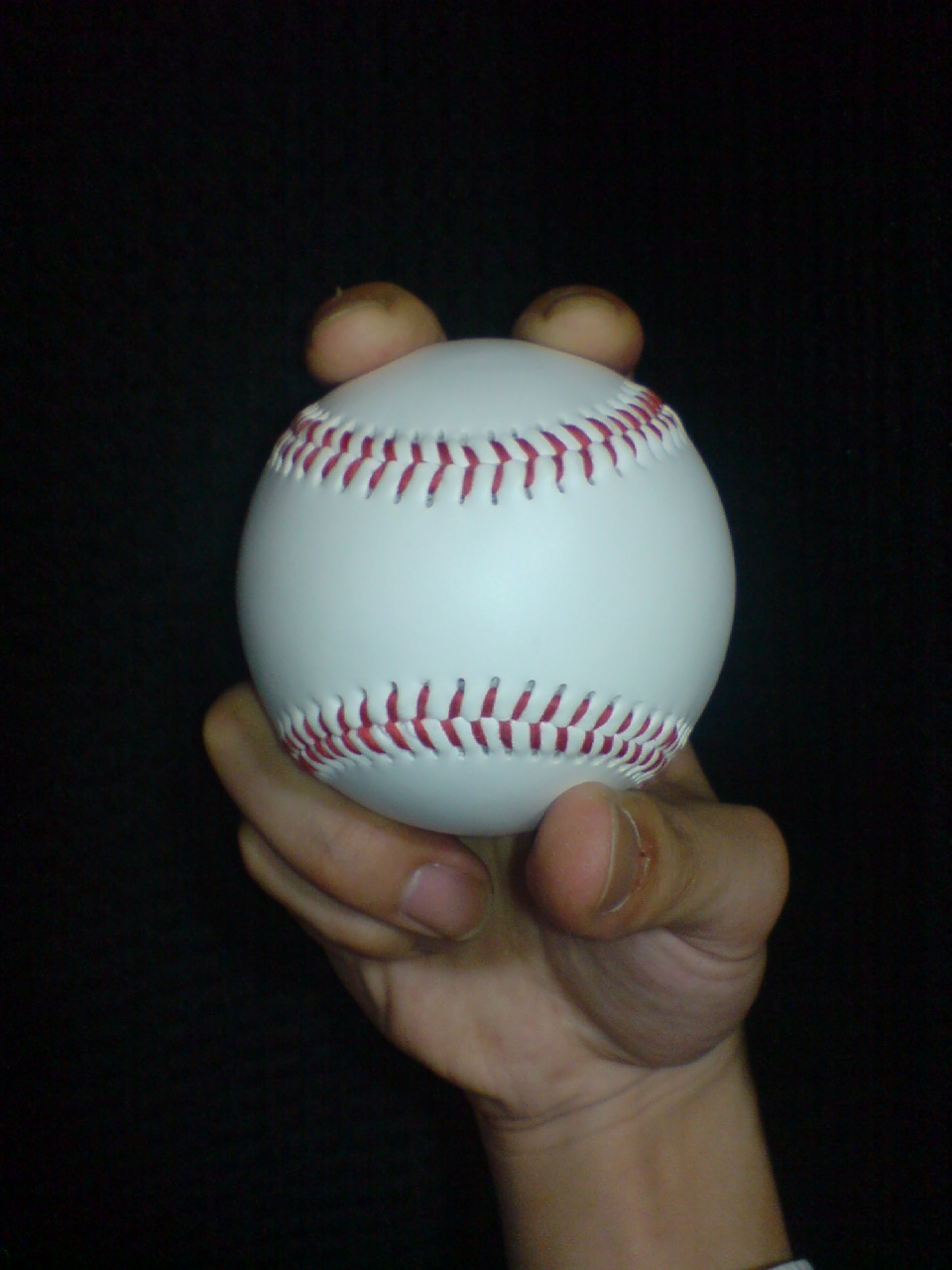
シュートの握りの例

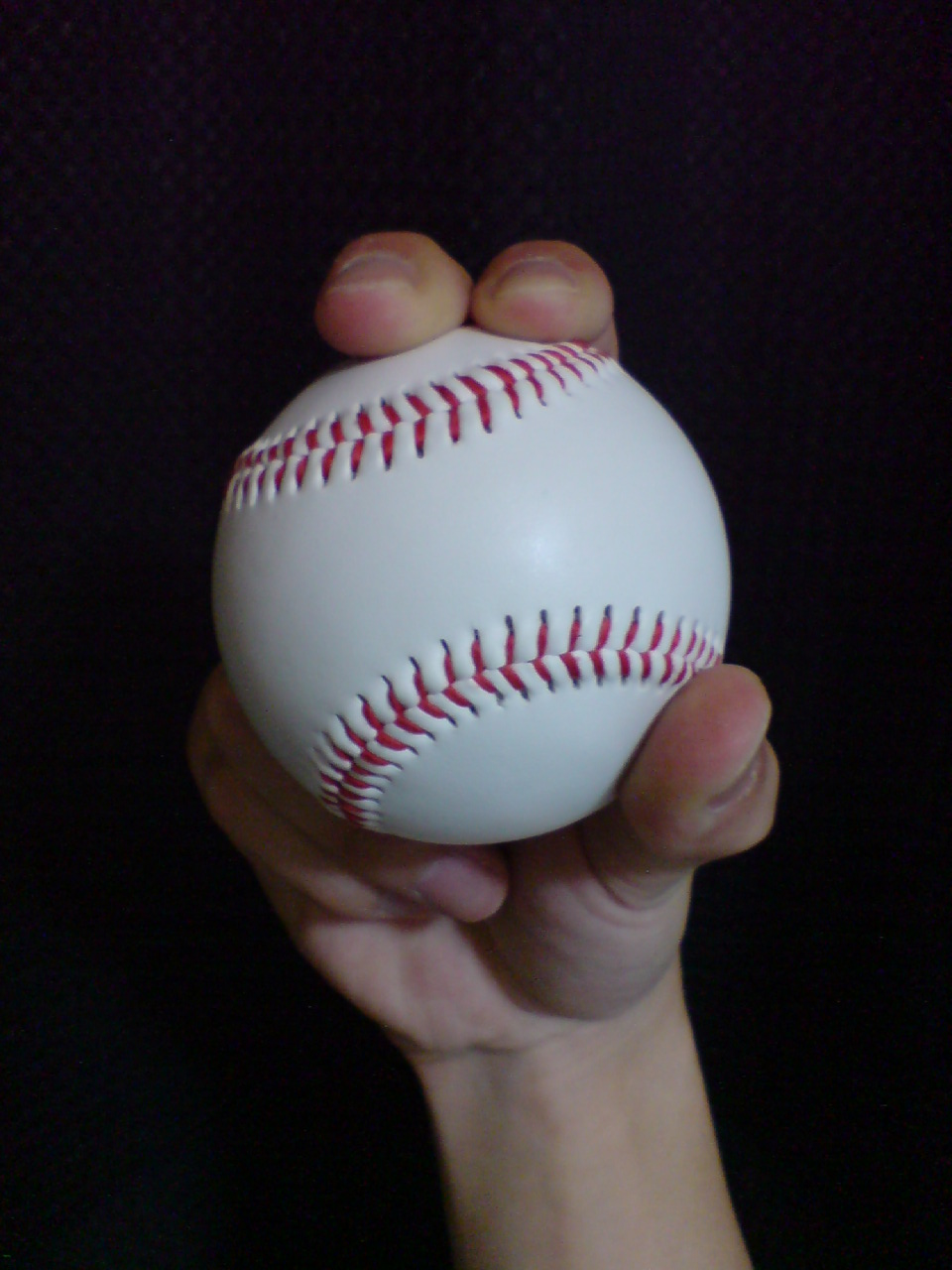
シュートの握りの例

直球（フォーシーム・ファストボール）やツーシーム・ファストボールと同様の握りで投げることが出来る。投手によっては下の写真のように親指をずらして握る。
手首・前腕を極端に内旋方向へ捻ってリリースすると肘に負担がかかるため怪我に繋がりやすい。工藤はトップで前腕を外旋させた状態から自然に内旋させ、ボールを中指で押し込む感覚でリリースすれば肘に負担はかからないと語っており、平松は指を縫い目にかけず、直球よりも一瞬左肩の開きを早くしていた。桑田真澄は自著『桑田真澄 ピッチャーズバイブル』において「スローイングは人間の体の作り上、腕は必ずシュートを投げる方向に動く。だからシュートは体に負担がかからないが、スライダーやカーブは腕を逆にひねるため、負担がかかる」「(シュートは)ストレートと同じように投げる」と主張している。
野球界では広く、「カーブ・スライダーの良い投手はシュートが良くなく、シュートの良い投手はカーブが良くない」と言われている。これは手の形の違いと、投球フォームの違いによるものと考えられている。青田昇は「日本の野球史上で、カーブとシュートがどちらも一流だったのは別所毅彦くらいである」と述べている。

## 種類
球速が速くて変化も大きく、かつキレの良いシュートをカミソリシュートや高速シュートと呼ぶことがある。平松政次、河村久文、今西錬太郎、秋山登らのシュートはカミソリシュートと呼ばれ、平松のシュートは特に右打者に対して威力を発揮した。盛田幸妃や小林雅英などのシュートはときに150km/hを超える球速が出た事から、高速シュートと呼ばれる。

### シュート回転
投手が直球を投じる場合にリリースポイントがずれるとシュートに似た回転がボールにかかることがあり、シュート回転またはナチュラルシュートと呼ばれる。変化球として考えた場合にはシュートは有効な球種だが、この場合は直球を投げるつもりでシュートを投げてしまうというミスである。意図して投げたシュートとは異なり、リリースポイントがずれることで回転が緩くなるので、直球としての伸びが無い上にシュートとしての横変化も小さく、制球も定まらない場合が多い。特に対角（クロスファイア）を狙って投げたつもりの直球がシュート回転すると、ストライクゾーンの真ん中付近へ向かってしまうので、打者にとっては打ちやすい球となることがある。今浪隆博は、シュート回転する球が駄目なのは、引っ掛かった球は高めに浮くからであると解説している。一般的にこのような投球をする投手は不調で投法が安定していないと認識されているが、これを逆手に取り武器とする投手もいる。